# Carrizal (Piura)
Carrizal es un caserío peruano ubicado en el distrito de Yamango, perteneciente a la provincia de Morropón del departamento de Piura, al norte del Perú. 

## Ubicación
Carrizal se ubica al noreste de la provincia de Morropón, en el distrito de Yamango, en el departamento de Piura.

## Demografía
En 2017 Carrizal tenía una población de 204 habitantes.
| Gráfica de evolución demográfica de Carrizal entre 1993 y 2017 |
|                                                                |
| Fuentes: Población 1993 y 2017                                 |